# 早川芳忠
早川 芳忠（はやかわ よしただ、1938年（昭和13年）1月27日 - ）は、日本の元政治家。元鳥取県倉吉市長（3期）。

## 経歴
鳥取県出身。1956年鳥取県立倉吉東高等学校卒業。早稲田大学政治経済学部卒業。熊谷組に入社し、後に退職。1990年の倉吉市長選挙に立候補し、初当選した。1994年に再選。1998年の選挙で三選した。2002年の市長選挙で元鳥取県議の長谷川稔に敗れて落選した。初代倉吉市長の早川忠篤の四男。